# Gauss (barco)
El Gauss (también escrito como Gauß) fue el buque tipo bergantín-goleta con el que se llevó a cabo la primera expedición alemana de la Antártida, más conocida como Expedición Gauss entre 1901 y 1903 bajo el liderazgo de Erich von Drygalski. Recibió su nombre en honor del matemático y físico Carl Friedrich Gauss.
En 1904 fue comprado por Canadá y renombrado CGS Arctic. Con este nombre estuvo realizando numerosos viajes por el Ártico Canadiense hasta 1925.

## Gauss
En 1899, el Reichstag alemán aprobó la construcción de un buque de investigación resistente que sería construido según los diseños del consejero naval Otto Kretschmer bajo la supervisión de la Oficina para la Marina Imperial (Reichsmarine Amt) en el astillero Howaldtswerke-Deutsche Werft en Kiel con un coste de 500.000 marcos. Los planos se basaron en los del Fram del investigador polar Fridtjof Nansen. El barco fue botado el 2 de abril de 1901 y fue bautizado por el geógrafo Ferdinand von Richthofen en honor a Carl Friedrich Gauss, que fue el primero en reconocer la importancia del Polo Sur para la investigación geomagnética y en determinar la posición del Polo Sur Magnético mediante cálculos. La expedición del Polo Sur fue un proyecto del Imperio Alemán organizada por el Ministerio del Interior.
El Gauss fue un bergantín-goleta de tres palos. Contaba con una hélice accionada por una máquina de vapor de tres cilindros y triple expansión de 325 CV (242 kW) además de iluminación eléctrica y calefacción a vapor. La nave medía 46 m de eslora y 11 m de manga. Con un calado de 4,8 m el desplazamiento era de 1.450 toneladas. Podía alcanzar una velocidad de 7 nudos tanto con el motor como sólo bajo las velas. Estaba diseñado para transportar 700 toneladas de provisiones, suficientes para ser autosuficiente hasta tres años con una tripulación de 30 personas a bordo. El casco era excepcionalmente fuerte y el timón y la hélice estaban concebidos para ser izados a bordo para inspección o reparaciones. Fue clasificado en la categoría "A1" por Germanischer Lloyds
Para proteger el barco de los daños que pudiera causar el hielo se tomaron diferentes medidas. 
- Se utilizaron para el casco tres capas de tablones de roble, abeto americano y greenheart.
- En la proa y en la popa se añadieron placas de acero especialmente diseñadas.
- Se colocaron soportes interiores de madera curvada de roble.
- El entrepuente fue movido cerca de la línea de flotación.
- Se construyó una sección de casco relativamente circular para elevar el barco sobre el hielo y así evitar que la presión lo dañara.

Para el equipamiento y avituallamiento del buque se tuvieron en cuenta las técnicas más novedosas en cuanto a investigación polar. El equipo incluía dos cabestrantes de vapor para la investigación científica y el anclaje, un dispositivo para la destilación de agua potable, un extintor de incendios, una lancha con motor de nafta además de otros cinco botes y varios trineos que serían tirados por hasta 77 perros siberianos, dos globos cautivos con el hidrógeno necesario en 455 bombonas de acero, un foco, modernos artilugios de pesca y precisos instrumentos físicos. A ambos lados del puente se instalaron depósitos de aceite para dejarlo caer en caso necesario y así calmar las olas.

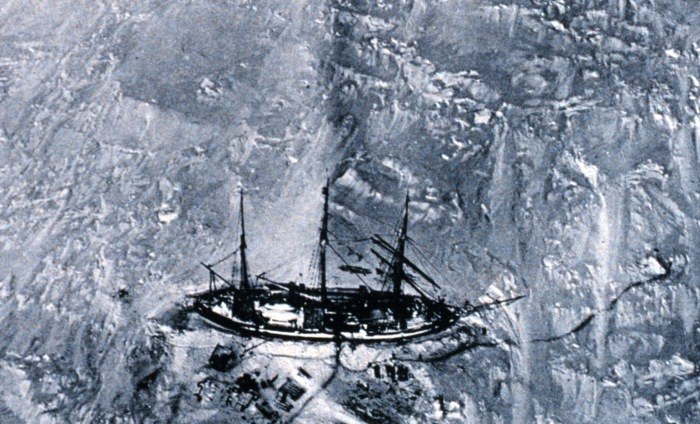
El Gauss atrapado en el hielo el 29 de marzo de 1902. Esta fotografía tomada desde un globo cautivo es la primera fotografía aérea en la Antártida

El Gauss podía alojar cinco investigadores, cinco oficiales y una tripulación de 22 hombres. Al mando del barco estuvo el capitán Hans Ruser quien estaba subordinado al líder de la expedición científica Erich von Drygalski.
El Gauss abandonó el puerto de Kiel el 11 de agosto de 1901 para realizar la primera expedición alemana a la Antártida en donde participó en el descubrimiento de la Tierra del emperador Guillermo II y del Volcán Gaussberg que lleva su nombre. Regresó al puerto de Kiel el 24 de noviembre de 1903.

## CGS Arctic

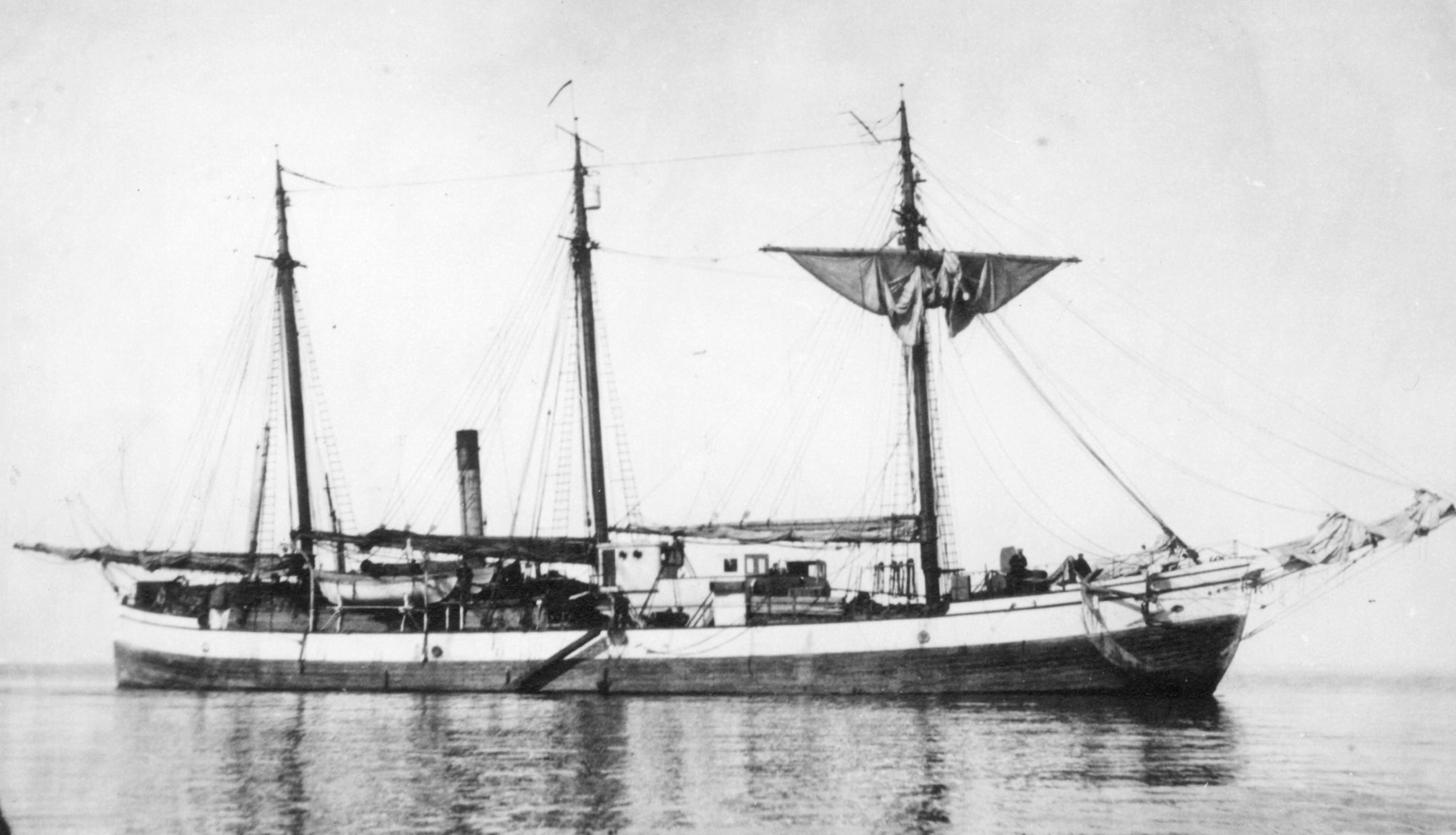
CGS Arctic en Pond Inlet en 1923

En 1904 el buque fue adquirido por el gobierno canadiense, renombrado Arctic y puesto a disposición del capitán Joseph-Elzéar Bernier para una expedición al Polo Norte. Como Arctic navegó durante siete años bajo el mando de Bernier a través de las numerosas islas del norte de Canadá. Hibernó en 1906-1907 frente a la isla de Baffin, en 1908-1909 frente a la isla de Melville y en 1910-1911 en Admirality Inlet. Debido a su presencia durante cinco años en estas aguas, Bernier tomó posesión oficialmente de las Islas Árticas para Canadá el 1 de julio de 1909. El Arctic se utilizó después hasta la década de 1920, entre otras cosas, como buque de abastecimiento para asentamientos en el extremo norte de Canadá. A partir de 1922 volvió a realizar misiones de exploración de nuevo bajo el mando del por entonces septuagenario capitán Bernier. Tras estos viajes el barco sufrió grandes daños y fue vendido para su desguace.